# Karl Wilhelm Fricke

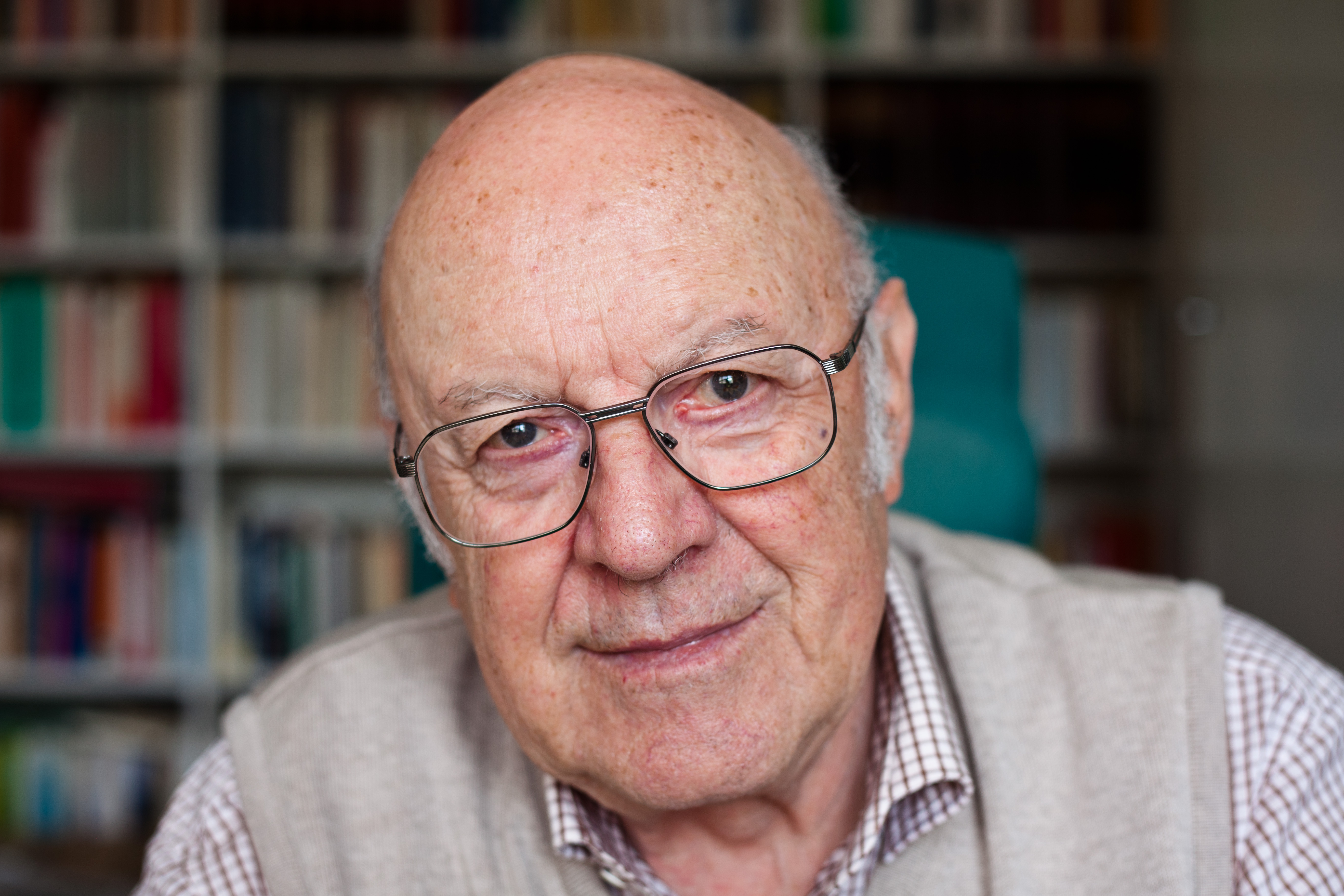
Karl Wilhelm Fricke in seinem Arbeitszimmer, 2011

Karl Wilhelm Fricke (* 3. September 1929 in Hoym) ist ein deutscher Publizist und Herausgeber mehrerer Standardwerke über Widerstand und staatliche Repressionen in der DDR. Er gehört zu mehreren hundert Personen, die das Ministerium für Staatssicherheit (MfS) gewaltsam in die DDR entführte. Beim Deutschlandfunk war Fricke Redakteur für Ost-West-Angelegenheiten und prägte maßgeblich die politische Sendung Hintergrund.

## Leben

### Der Vater
Als erst Sechzehnjähriger erlebte er, wie das Volkskommissariat für innere Angelegenheiten (NKWD) der sowjetischen Besatzungsmacht im Juni 1946 seinen Vater, Karl Oskar Fricke, verhaftete. Dieser arbeitete als Lehrer, Journalist und Fotograf und hatte in der Zeit des Nationalsozialismus in der Kleinstadt Hoym als Presseamtsleiter und stellvertretender Propagandaleiter der NSDAP-Ortsgruppe gearbeitet, war außerdem im NS-Lehrerbund und schrieb Artikel in dessen Lehrerzeitung. Karl Oskar Fricke wurde 1946 in der Sowjetischen Besatzungszone festgenommen und 1950 im Rahmen der Waldheimer Prozesse zu zwölf Jahren Zuchthaus verurteilt. Er verstarb 1952 im Zuchthaus Waldheim an den Folgen einer Ruhr- und Grippeepidemie.
Seinen Sohn, Karl Wilhelm Fricke, prägte diese Erfahrung. Er weigerte sich, in die SED-gesteuerte Freie Deutsche Jugend einzutreten, was die Chancen auf ein Studium verringerte. Er arbeitete kurze Zeit an der Schule, an der schon sein Vater unterrichtet hatte, als Aushilfslehrer für Russisch. Infolge der Denunziation einer Kollegin, er habe sich SED-kritisch geäußert, wurde Karl Wilhelm Fricke am 22. Februar 1949 verhaftet. Er konnte jedoch aus dem Polizeigewahrsam entkommen und über die innerdeutsche Grenze in den Westen fliehen. Nach seiner Flucht studierte er bis 1953 in Wilhelmshaven an der Hochschule für Arbeit, Politik und Wirtschaft Politikwissenschaft. Dann ging Fricke nach West-Berlin, um an der Freien Universität das Studium fortzusetzen und begann journalistisch zu arbeiten. Seine Beiträge für Presse und Rundfunk, in denen er unter anderem Informationen der Kampfgruppe gegen Unmenschlichkeit und des Untersuchungsausschusses freiheitlicher Juristen verarbeitete, widmeten sich vorwiegend der Verfolgung Oppositioneller in der DDR durch deren Justizorgane.

### Entführung
Das MfS beobachtete Frickes Publikationen sehr genau und stufte sie als hochgradig schädlich für die DDR ein und entschied, ihn in einer geheimen Operation nach Ost-Berlin zu entführen. Es ließ Fricke im Rahmen seiner journalistischen Recherchen auf den vermeintlichen Journalisten „Kurt Maurer“ stoßen, der als Kommunist von der Gestapo in ein KZ gebracht und nach dem Krieg vom NKWD im Speziallager Sachsenhausen inhaftiert worden war. Fricke interessierte sich für diese komplexe Biografie und hielt deswegen lose Kontakt mit dem vermeintlichen DDR-Kenner und -Kritiker. Am 1. April 1955 ließ er sich von Maurer und dessen Frau in eine Wohnung im Bezirk Schöneberg locken, die angeblich ihre war. In Wirklichkeit hatte das MfS die Wohnung verdeckt angemietet. Maurers Ehefrau bot Fricke ein Glas mit „Scharlachberg-Meisterbrand“ an, in dem sie zuvor Schlaftabletten aufgelöst hatte. Fricke fühlte sich unwohl, wollte ein Taxi rufen, verlor das Bewusstsein und wurde in Haft genommen. Kurt Maurer hatte Fricke zwar nicht über seine eigene Biografie belogen, jedoch den Namen geändert: Er hieß in Wirklichkeit Kurt Rittwagen und das MfS führte ihn als Mitarbeiter IM „Fritz“. Fricke, damals 25 Jahre alt, lief beim MfS unter „Student“.
Drei Tage vor der Entführung hatte ein „Hptm. Buchholz“ die dafür entscheidende Einschätzung in einer Aktennotiz des MfS festgehalten:
„Betr: Fricke. Die feindliche Tätigkeit von Fricke besteht darin, dass er durch Personen aus der DDR Unterlagen und Material über führende Funktionäre der Partei, Wirtschaft und Verwaltung erhält. […] Des Weiteren schreibt Fricke Artikel für die westdeutsche Presse. Durch die Festnahme Frickes soll erreicht werden, die Methoden unserer Feinde erkennen zu lernen, mit denen es ihnen teilweise gelungen ist, in den Besitz des oben geschilderten Materials zu kommen.“

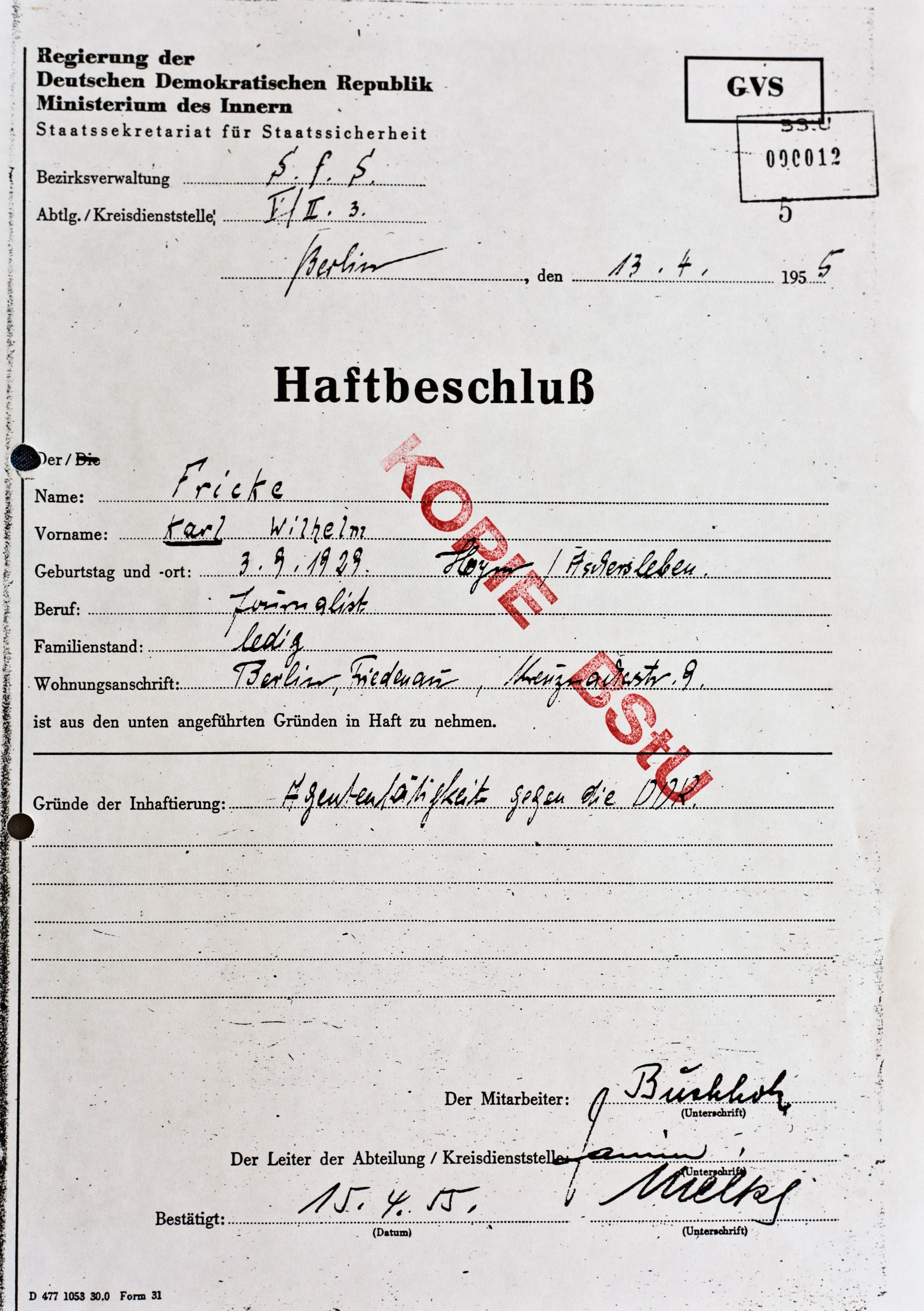
Haftbeschluss gegen Fricke, 1955, unterschrieben von Erich Mielke

### Geheimprozess
Es folgten 15 Monate lang Verhöre im  zentralen Untersuchungsgefängnis des MfS in Berlin-Hohenschönhausen. Karl Wilhelm Fricke war die meiste Zeit in einer Einzelzelle des U-Boots ohne natürliches Licht im Keller des Gebäudes untergebracht. Das Oberste Gericht der DDR unter Vorsitz von Walter Ziegler verurteilte ihn in einem Geheimprozess im Juli 1956 wegen „Kriegs- und Boykotthetze“ zunächst zu 15, dann zu vier Jahren Zuchthaus, die er im Zuchthaus Brandenburg-Görden und in der Sonderhaftanstalt Bautzen II in Einzelhaft verbringen musste.

### Journalistische Karriere
Nach seiner Haftentlassung 1959 ging Fricke nach Hamburg und nahm seine Arbeit als freier Journalist und Publizist wieder auf. Mit seinem Wechsel nach Köln wurde er 1970 (bis 1994) leitender Redakteur beim Deutschlandfunk. Das MfS beobachtete ihn weiter. In einem internen Papier von 1985 hieß es:
„Fricke fungiert beim ‚Deutschlandfunk‘ als Leiter der ‚Ost-West-Redaktion‘. In seinen Beiträgen und Kommentaren verleumdet und entstellt er die politischen Verhältnisse in der DDR (Partei- und Staatsführung, Justiz und Strafvollzug). Seine Bücher über das MfS verfolgen das Ziel, das sozialistische Sicherheitsorgan der DDR international zu diskreditieren.“

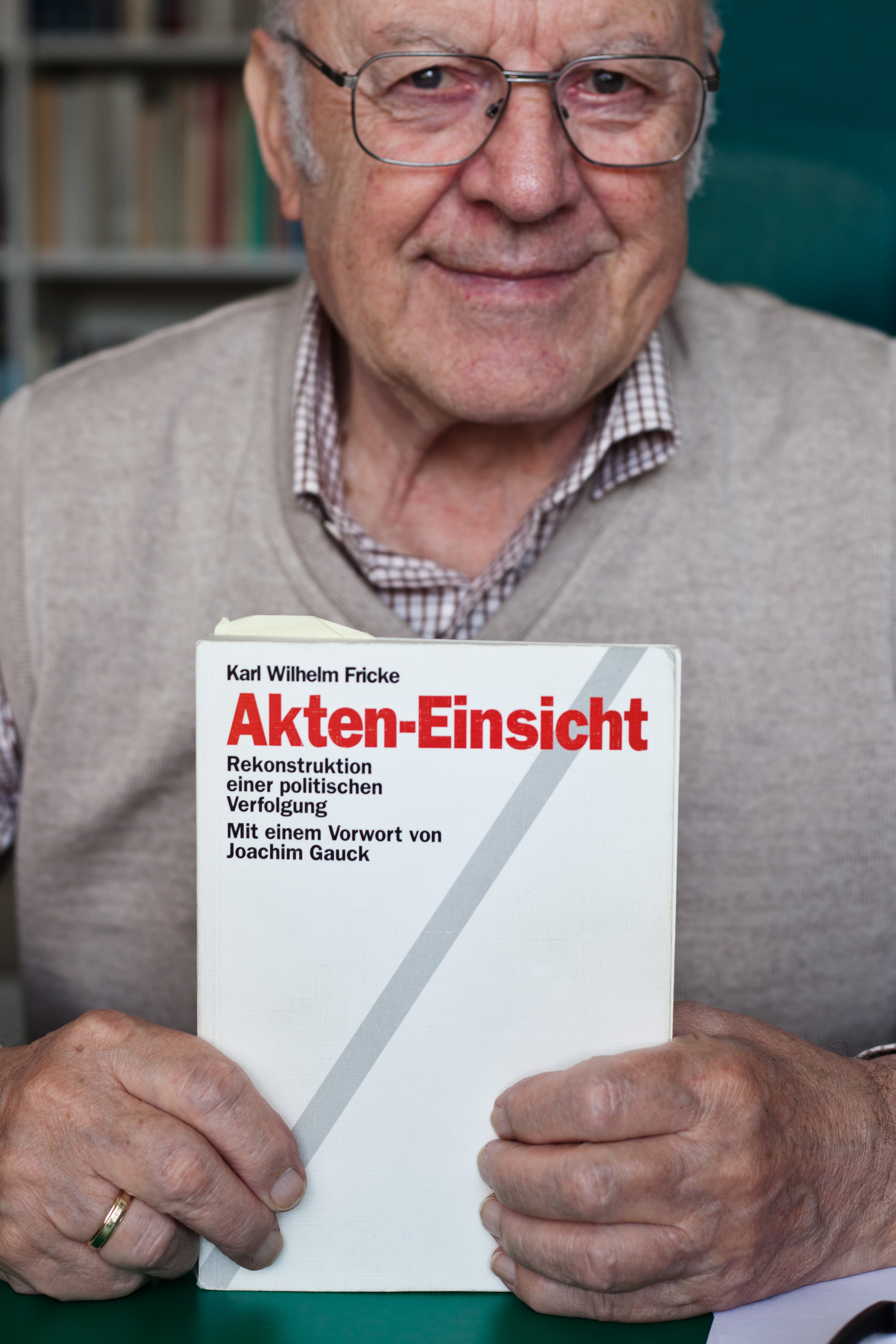
Fricke mit seinem Buch Akten-Einsicht, 2011

Frickes Bücher gelten heute als Standardwerke in den Bereichen Opposition und Widerstand in der DDR, Strafjustiz und Staatssicherheit. Der DDR-Forscher Johannes Kuppe, Schüler von Peter Christian Ludz und später Kollege Frickes beim Deutschlandfunk, nannte Fricke den
„Papst für Widerstand und Opposition und Unterdrückung. Fricke hat das Thema Repression in der DDR tatsächlich allein abgedeckt. Was zu sagen war, hat Fricke publiziert.“
In den 1990er Jahren war Fricke Sachverständiger in zwei Enquête-Kommissionen des Bundestages, zunächst zur Aufarbeitung von Geschichte und Folgen der SED-Diktatur und anschließend zur Überwindung der Folgen der SED-Diktatur im Prozeß der deutschen Einheit. Fricke war langjähriger Vorsitzender des Beirats der Stiftung Gedenkstätte Berlin-Hohenschönhausen sowie des Fachbeirates Gesellschaftliche Aufarbeitung der Bundesstiftung zur Aufarbeitung der SED-Diktatur.

## Auszeichnungen und Ehrungen
Für seine Beiträge zur Geschichte des Widerstandes in der DDR verlieh ihm die Freie Universität Berlin 1996 die Ehrendoktorwürde. 2001 erhielt er das Bundesverdienstkreuz 1. Klasse.
2010 wurde er vom Förderverein der Gedenkstätte Berlin‑Hohenschönhausen mit dem Hohenschönhausen‑Preis geehrt.

## Karl-Wilhelm-Fricke-Preis
Im Juni 2017 erhielt Karl Wilhelm Fricke den von der Bundesstiftung zur Aufarbeitung der SED-Diktatur in Berlin erstmals vergebenen Karl-Wilhelm-Fricke-Preis, er ist mit 20.000 Euro dotiert und wurde von seiner Tochter entgegengenommen. Gestiftet wurde der Preis von Burkhart Veigel, langjähriger Fluchthelfer für DDR-Bürger.

## Schriften
- Der frühe Widerstand in der SBZ/DDR. (Memento vom 5. März 2016 im Internet Archive). Vortrag am 5. Juni 2011 in Halle auf der Tagung ehemaliger Workuta-Häftlinge.
- Desinformation und selektive Wahrheit. Stasi-Geschichtsrevisionismus in der Offensive; und: mit Roger Engelmann: Der „Tag X“ und die Staatssicherheit: 17. Juni 1953. Reaktionen und Konsequenzen im DDR-Machtapparat. In: Aufsätze im Jahrbuch für Historische Kommunismusforschung 2008. Berlin. Aufbau-Verlag, S. 248–260 bundesstiftung-aufarbeitung.de.
- Geschichtsrevisionismus aus MfS-Perspektive. Ehemalige Stasi-Kader wollen ihre Geschichte umdeuten. In: Deutschland Archiv, Jg. 39 (2006), Nr. 3, S. 490–496. Online (Memento vom 27. Juni 2013 im Internet Archive) im Internet-Archiv.
- Die nationale Dimension des 17. Juni 1953. Bonn 2003.
- mit Peter Steinbach, Johannes Tuchel: Opposition und Widerstand in der DDR. München 2002.
- mit Silke Klewin: Bautzen II. Sonderhaftanstalt unter MfS-Kontrolle 1956 bis 1989 ; Bericht und Dokumentation. Kiepenheuer, Leipzig 2001, ISBN 3-378-01056-8.
- mit Ilko-Sascha Kowalczuk: Der Wahrheit verpflichtet – Texte aus fünf Jahrzehnten zur Geschichte der DDR. Berlin 2000 (mit einer Bibliographie der wichtigsten Schriften von Fricke sowie einer Audio-CD mit einigen seiner Beiträge aus dem Deutschlandfunk sowie einem hundertseitigen Interview zu seinem Leben und Werk).
- mit Roger Engelmann: Konzentrierte Schläge. Berlin 1998.
- Akten-Einsicht. Rekonstruktion einer politischen Verfolgung (= Analysen und Dokumente, Wissenschaftliche Reihe des Bundesbeauftragten. Band 2). 4., durchgesehene und aktualisierte Auflage. Ch. Links Verlag, Berlin 1997, ISBN 3-86153-099-6 (Bundesarchiv, Publikationen, Akten-Einsicht).
- Die DDR-Staatssicherheit. Entwicklung, Strukturen, Aktionsfelder. Köln 1989.
- Opposition und Widerstand in der DDR. Ein politischer Report. Köln 1984.
- mit Gerhard Finn: Politischer Strafvollzug. Köln 1981.
- Politik und Justiz in der DDR. Zur Geschichte der politischen Verfolgung 1945–1968. Köln 1979[10] (broschiert: Wissenschaft und Politik, 1992). ISBN 978-3-8046-8568-0
- Warten auf Gerechtigkeit. Kommunistische Säuberungen und Rehabilitierungen. Köln 1971.
- Zur Botschaft des Widerstands im Deutschland der Diktaturen, in: europäische ideen, Heft 100, S. 37–41, Andreas W. Mytze (Hrsg.), mylet druck, Dransfeld 1996.

Radio-Sendungen von Karl Wilhelm Fricke in Deutschlandfunk Hintergrund
- Vor 50 Jahren: Stasi-Aktion „Enten“ – Der Schauprozess gegen so genannte RIAS-Agenten in Ostberlin vom 24. Juni 2005
- Anklage: Staatsverrat – Vor 50 Jahren: Der Harich-Prozess in Ostberlin vom 9. März 2007

TV-Sendungen von Karl Wilhelm Fricke
- SBZ - Die Geschichte der sowjetischen Besatzungszone in Deutschland, Dokumentation von Karl Wilhelm Fricke (Drehbuch), BR vom 6. September 1986, 72 Minuten